# Hofanlage Niedersandhausen 1
Die Hofanlage Niedersandhausen 1 an der Drepte in der niedersächsischen Stadt Osterholz-Scharmbeck, Ortsteil Sandhausen, stammt vom 19. Jahrhundert. Aktuell (2025) wird sie zum Wohnen und landwirtschaftlich genutzt.
Die Gebäude stehen unter Denkmalschutz (siehe auch Liste der Baudenkmale in Osterholz-Scharmbeck).

## Geschichte und Beschreibung
Sandhausen wurde im Rahmen der Moorkolonisierung des Teufelsmoores 1780 gegründet.
Die Hofanlage besteht aus
- dem eingeschossigen giebelständigen Wohn- und Wirtschaftsgebäude als Zweiständer-Hallenhaus von um 1810 in Fachwerk mit Steinausfachungen, mit reetgedecktem Satteldach mit Uhlenloch und der Grooten Door mit Korbbogen sowie mit Halbwalm am Wohngiebel,[2]
- der eingeschossigen giebelständigen Scheune von um 1850 in Fachwerk mit Steinausfachung, mit reetgedecktem Satteldach.[3]

Das Landesdenkmalamt befand u. a.: „… die Gebäude stehen hier typischerweise giebelständig zur Straße …“